# Luzia
Luzia est le surnom donné à un squelette humain féminin découvert au Brésil en 1974, daté d'environ 11 500 ans avant le présent (AP), et figurant à l'époque parmi les plus anciens fossiles humains découverts sur le continent américain. Ce squelette fut surnommé Luzia en raison de son ancienneté et du parallèle avec la découverte en 1974 en Afrique du squelette de Lucy par Donald Johanson et toute une équipe franco-américaine de paléoanthropologues. Sa morphologie crânienne a longtemps été jugée de type australoïde plutôt que mongoloïde. Les analyses génétiques modernes rattachent cependant les fossiles humains contemporains de Luzia, trouvés dans la même région et de même morphologie, aux populations amérindiennes actuelles.

## Historique

### Découverte
La mission archéologique franco-brésilienne de Lagoa Santa, dans le Minas Gerais (Brésil), menée par Annette Laming-Emperaire, identifia sept sites à Lapa Vermelha, dont Lapa Vermelha IV, vierge de toute exploration. Un sentier à travers la forêt conduisait à une large paroi rocheuse, où les repérages débutèrent dès 1971. Le squelette de Luzia fut mis au jour dans la caverne Lapa Vermelha IV en 1974-1975. Il s'agissait d'un squelette assez complet qui fut noté Lapa Vermelha IV-1.
Le professeur André Prous (pt), qui faisait partie de l'équipe franco-brésilienne et qui a dirigé longtemps après le Secteur archéologique à l'université des Minas Gerais à Belo Horizonte, se souvient parfaitement des fouilles. « Nous avons trouvé des traces d'occupation humaine dès les premiers mètres. Comme nous trouvions des charbons, nous avions bon espoir de trouver des restes humains. Et, en 1974, ce furent les premiers ossements, suivis l'année d'après par le crâne, un peu plus bas. Des restes fossilisés, à 13 m de profondeur, qui devaient se révéler appartenir à la même personne, une femme de 20 à 25 ans, mesurant 1,50 m, qui faisait partie d'un groupe de chasseurs-cueilleurs, peut-être victime d'un accident ou d'un animal. »
En 1977, Annette Laming-Emperaire mourut accidentellement, sans avoir eu le temps de publier beaucoup d'éléments sur ses fouilles dès lors interrompues. André Prous alla pendant plusieurs années fouiller d'autres sites voisins, où il mit au jour des peintures pariétales datées d'environ 10 000 ans.

### Première analyse

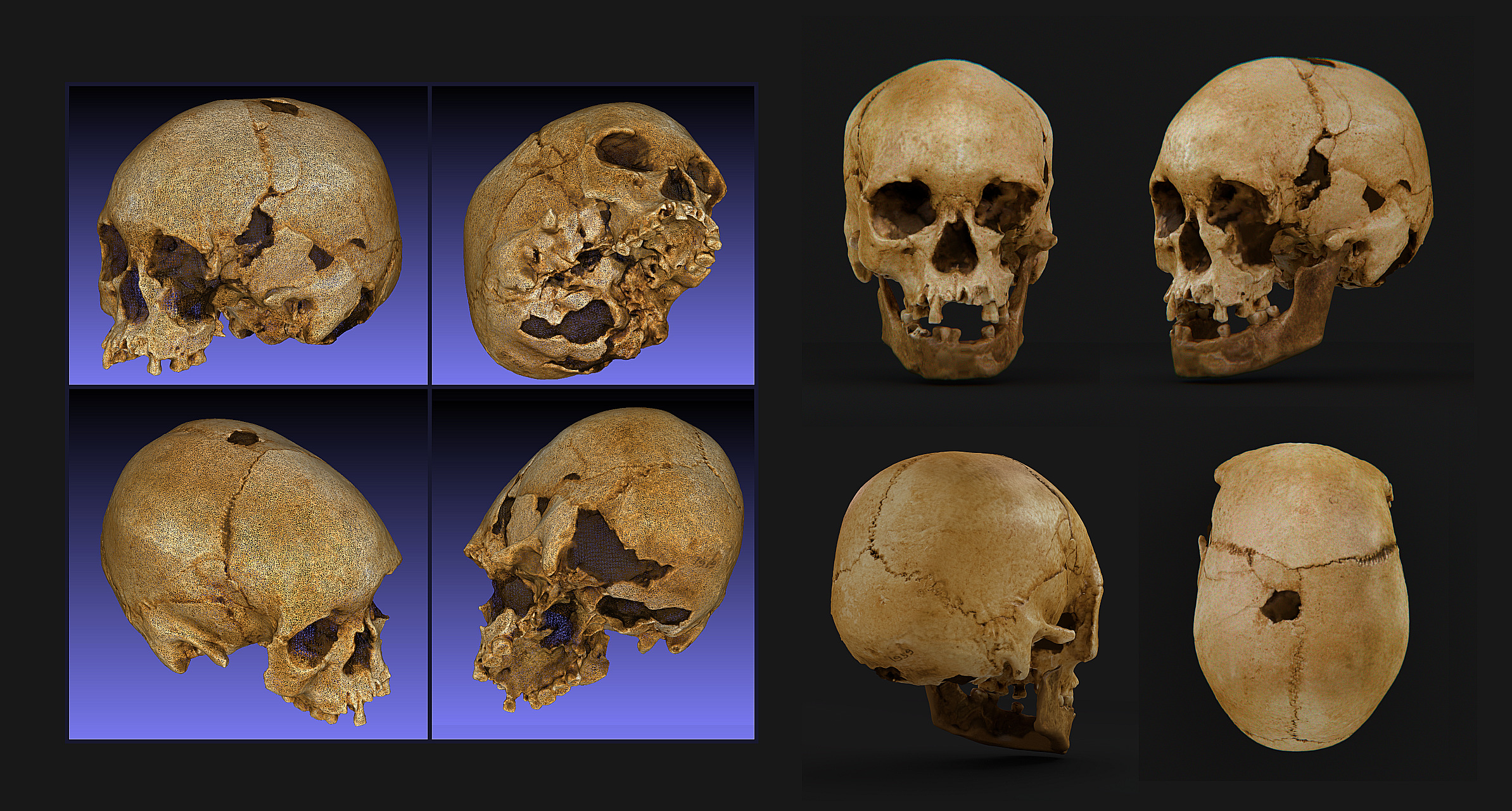
Photogrammétrie de tous les côtés du crâne de Luzia.

Il fallut attendre 1995 pour que l'étude du squelette de Lapa Vermelha IV reprît. Walter Neves, du Laboratoire d'Études de l'Évolution Humaine de l'université de São Paulo, remarqua l'absence sur ce squelette de certaines caractéristiques qui définissent les individus plus modernes : le crâne est étroit et ovale, le visage avancé et prognathe. Il demanda à Richard Neves, spécialiste en anthropologie et médecine légale à l'université de Manchester, une reconstitution par tomographie informatique.
Présentée en mars 1999, la physionomie reconstruite de Luzia fit le tour du monde : elle ressemblait aux Africains ou aux aborigènes d'Australie. Cette reconstitution soumise à l'American Association of Physical Anthropologists bouleversa les théories établies sur les premiers peuplements américains.
Il est en fait impossible de reconstituer la couleur de la peau de Luzia en l'absence de tissus. Il faut tenir compte du cadre général de l'expansion planétaire de l'Homme moderne pour appuyer la thèse d'un peuplement australoïde. Après la dernière sortie d'Afrique de l'Homme moderne, la diffusion la plus ancienne est celle qui a permis à des groupes humains d'atteindre l'Australie en restant continument dans un environnement tropical. L'Asie du Sud-Est montre les traces d'anciens peuples dits negritos, et la survivance de petits groupes d'hommes à la peau foncée est attestée dans le sud de la Chine il y a encore 3 000 ans, à l'image des populations actuelles de Mélanésie, des Papous et des aborigènes d'Australie.

## Anciennes théories craniologiques
Certains chercheurs américains pensent que des Paléoaméricains de type australoïde pourraient être arrivés sur le continent américain avant une deuxième vague de peuplement de type mongoloïde (les Paléoindiens, ancêtres des actuels Amérindiens) qui aurait alors remplacé les populations initiales.
On a longtemps pensé que le crâne de Luzia, et environ 250 autres crânes ou fragments fossiles mis au jour sur les sites de Cerca grande, situés dans la commune de Lagoa Santa, dans l'état du Minas Gerais, au Brésil, présentaient des caractéristiques australoïdes. Les résultats des études comparatives de neuf crânes de Cerca grande indiquaient une similarité morphologique avec celui de Luzia. L'état du Minas Gerais compte de nombreux sites préhistoriques ayant assuré une excellente conservation des squelettes et artéfacts du Pléistocène final et de l'Holocène. Les analyses stratigraphiques ont permis de dater les squelettes humains de Cerca grande du début de l'Holocène, entre 12 000 et 8 000 ans avant le présent.

## Analyses génétiques
En 2018, un article publié dans la revue Cell, utilisant le séquençage génétique, a montré que des restes de Lagoa Santa provenant d'un site proche des restes de Luzia possédaient un ADN pleinement amérindien.
Deux des individus de Lagoa Santa ont le même haplogroupe d'ADNmt (D4h3a) qu'Anzick-1 (en), fossile humain daté de 12 600 ans trouvé dans le Montana, aux États-Unis. D'autres spécimens de Lagoa Santa appartiennent aux haplogroupes d'ADNmt A2, B2, C1d1, et trois des individus de Lagoa Santa ont le même haplogroupe d'ADN-Y Q1b1a1a1- M848 que celui trouvé dans le génome de la momie de la grotte de l'Esprit, aux États-Unis, datée de 10 600 ans.
Le buste de Luzia, créé en 1999 et présentant des caractéristiques australo-africaines, était erroné. André Strauss, de l'Institut Max Planck, l'un des auteurs de l'article du journal Science, commente : « La forme du crâne n'est pas un marqueur fiable d'ancêtre ou d'origine géographique. La génétique est la meilleure base pour ce type d'inférence... » Les résultats de la nouvelle étude génétique montrent catégoriquement qu'il n'y avait pas de lien significatif entre les habitants de Lagoa Santa et les groupes d'Australasie. L'hypothèse que Luzia et son peuple dériveraient d'une vague migratoire précédant les ancêtres des Amérindiens d'aujourd'hui a donc été réfutée. L'ADN montre en effet que le peuple de Luzia était complètement amérindien.

## Conservation
Le squelette de Luzia, conservé au Musée national de l'université fédérale de Rio de Janeiro lors de l'incendie du 2 septembre 2018, a été partiellement retrouvé (parties frontales du crâne, du nez, parties latérales, ainsi qu'un fémur alors dans une réserve protégée), dès octobre de la même année. Au moins 80 % des fragments du crâne seraient déjà identifiés,.